# Implementacja (informatyka)
Implementacja (wdrożenie, przystosowanie, realizacja, łac.ang. implementation) – w informatyce – proces przekształcania abstrakcyjnego opisu systemu lub programu na obiekt fizyczny: komputer lub działający program zapisany w konkretnym języku programowania; także obiekt fizyczny będący efektem takiego przekształcenia, np. implementacja systemu operacyjnego (wdrożenie systemu) lub kompilatora dla konkretnego typu komputera.

## Inne definicje
- Implementacja jest to proces pisania programu (kodu źródłowego), czyli programowanie, lub efekt takiego procesu, czyli program.
- Implementacja ma na celu przeprowadzenie wdrożenia i integracji systemu z procesami zachodzącymi w przedsiębiorstwie, aby zminimalizować ewentualne zakłócenia w funkcjonowaniu firmy.
- Implementacja to proces, w którym dochodzi do zmiany sposobu funkcjonowania systemu informatycznego poprzez zmianę jego modułów i klas.